# Rhododendron genestierianum
Rhododendron genestierianum är en ljungväxtart som beskrevs av George Forrest. Rhododendron genestierianum ingår i släktet rododendron, och familjen ljungväxter. Inga underarter finns listade i Catalogue of Life.